# Asteroid tipa X
Asteroid tipa X je vrsta kovinskih asteroidov v SMASS ravrščanju. Ta tip asteroidov vsebuje vse asteroide, ki po Tholenovem načinu razvrščanja spadajo v tri tipe:
- tip M (kovinski asteroidi, tretja najbolj velika poskupina)
- tip E (kovinski asteroidi, od tipa M se razlikujejo po velikem albedu)
- tip P (kovinski asteroidi, od tipa M se razlikujejo po nizkem albedu)

Razvrščanje po SMASS pa za te tri tipe predvideva samo en tip, to je  X tip asteroida
Primeri asteroidov tipa X :
- 260 Huberta
- 789 Lena
- 50 Virginija